# بيرسي هوارد (لاعب كرة قدم أسترالية)
بيرسي هوارد (بالإنجليزية: Percy Howard)‏ هو لاعب كرة قدم أسترالية أسترالي، ولد في 13 فبراير 1871 في كيو ‏ في أستراليا، وتوفي في 21 أغسطس 1955 في St Kilda, Victoria ‏ في أستراليا.

## وصلات خارجية
- بيرسي هوارد على موقع AustralianFootball.com (الإنجليزية)
- بيرسي هوارد على موقع AFLtables.com (الإنجليزية)